# Gloster Grebe
Gloster Grebe được phát triển từ Gloster Grouse (một loại máy bay thử nghiệm, sau được phát triển thành máy bay huấn luyện), đây là máy bay tiêm kích đầu tiên của Không quân Hoàng gia sau Chiến tranh thế giới I, Grebe đưa vào biên chế năm 1923.

## Biến thể
- Gloster Grouse:
- Grebe Mk I:
- Grebe Mk II:
- Grebe (Dual):

## Quốc gia sử dụng
New Zealand
- Không quân Thường trực New Zealand
- Không quân Hoàng gia New Zealand

 Anh Quốc
- Không quân Hoàng gia[1]

## Tính năng kỹ chiến thuật (Grebe Mk.II)
Dữ liệu lấy từ Aircraft of the Royal Air Force 1918-57
Đặc điểm tổng quát
- Kíp lái: 1
- Chiều dài: 20 ft 3 in (6,17 m)
- Sải cánh: 29 ft 4 in (8,94 m)
- Chiều cao: 9 ft 3 in (2,82 m)
- Diện tích cánh: 254 ft² (23,60 m²)
- Trọng lượng rỗng: 1.720 lb (780 kg)
- Trọng lượng có tải: 2.614 lb (1.189 kg)
- Động cơ: 1 × Armstrong Siddeley Jaguar IV, 400 hp (298 kW)

 Hiệu suất bay 
- Vận tốc cực đại: 132 knot (152 mph, 245 km/h)
- Trần bay: 23.000 ft (7.000 m)
- Tải trên cánh: 10,3 lb/ft² (50,4 kg/m²)
- Công suất/trọng lượng: 0,15 hp/lb (0,25 kW/kg)

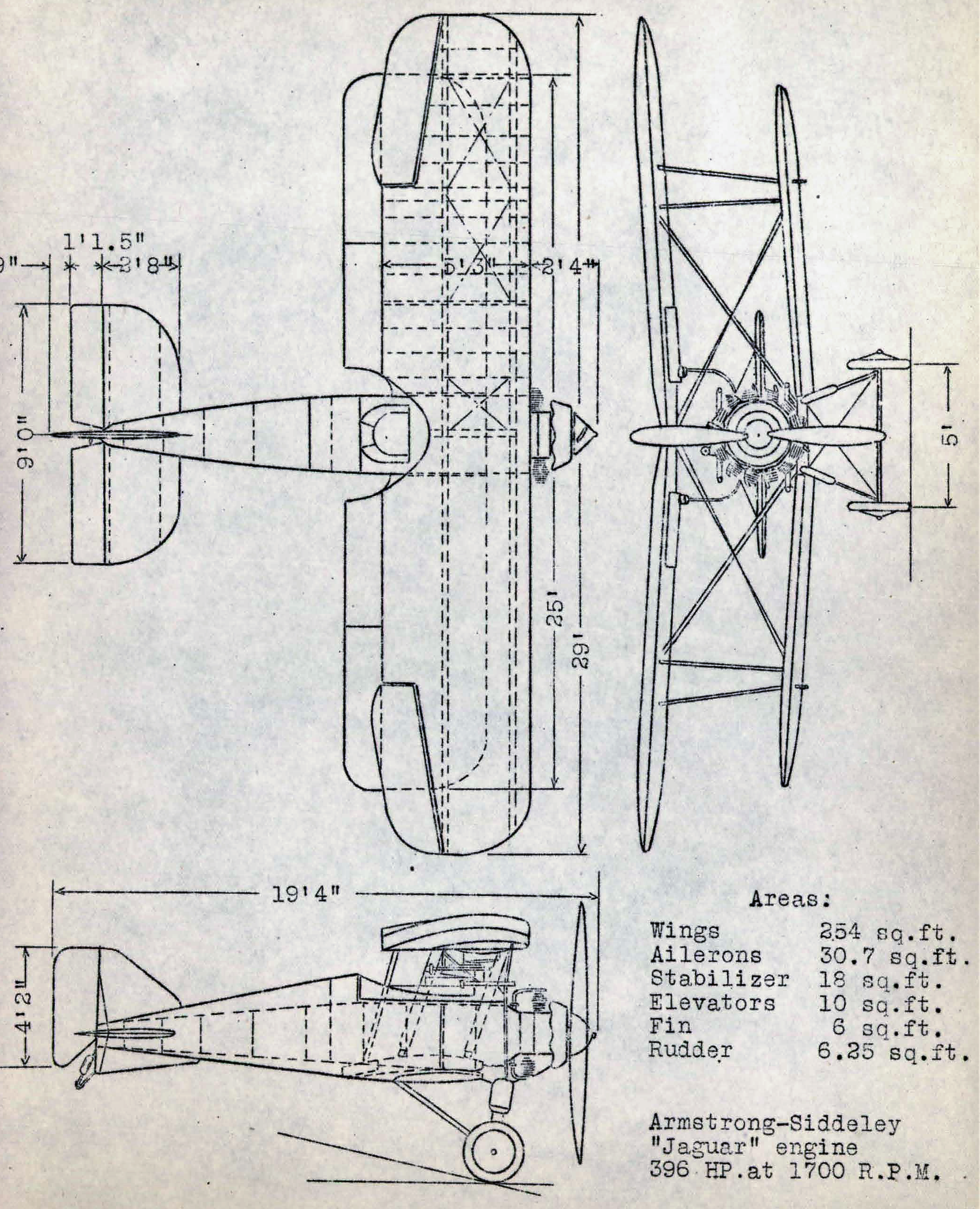
Gloster Grebe II

- Leo lên độ cao 20.000 ft (6.100 m): 23 phút
- Thời gian bay: 2 h 45 phút

Trang bị vũ khí

- Súng: 2× Súng máy Vickers 0.303 inch (7,7 mm)